# Ефремов, Дмитрий Васильевич
Дми́трий Васи́льевич Ефре́мов (1900—1960) — советский государственный деятель, министр электропромышленности СССР (1951—1953). Лауреат Ленинской премии и четырёх Сталинских премий.

## Биография

Могила Ефремова на Новодевичьем кладбище Москвы.

Родился 19 октября (2 ноября) 1900 года в Санкт-Петербурге в семье зубного техника.
В 1918—1921 гг. — учитель физики 13-й Петроградской гимназии, десятник-чертёжник и производитель работ на строительстве железнодорожной линии Петроград — Рыбинск, старший техник и заведующий отделом оборудования строительства железнодорожной линии Александров-Гай — Эмба.
В 1924 году окончил Ленинградский политехнический институт имени М. И. Калинина (ЛПИ). Кандидат технических наук, профессор.
С 1924 году работал на ленинградеском заводе «„Электросила“ имени С. М. Кирова»; инженер-проектировщик, заведующий электромеханической лабораторией, заведующий бюро исследований, начальник технического отдела.
В 1938—1941 годах — под следствием в органах НКВД СССР, где выполнял работу руководителя группы исследований — начальника лаборатории при главном инженере 40-го отдела на «Электросиле».
В июле 1941 года освобождён.
В 1941—1947 — главный инженер, заместитель директора завода «Электросила», заведующий кафедрой ЛПИ. Начальник Особого конструкторского бюро (1945—1946).
Заместитель министра электропромышленности СССР — начальник Технического управления и председатель Научно-технического совета министерства, одновременно редактор журнала «Вестник электропромышленности» (1947—1948). 

Первый заместитель (1948—1951), впоследствии и министр электропромышленности СССР (1951—1953). 

Первый заместитель министра электростанций и электропромышленности СССР (1953—1954). 

Заместитель председателя Бюро по химии и электроэнергетике при СМ СССР (1954—1956). 

Заместитель начальника Главного управления по использованию атомной энергии при СМ СССР (1956—1960).
Член ВКП(б) с 1943 года. Кандидат в члены ЦК КПСС (1952—1956)
Умер 27 ноября 1960 года. Похоронен в Москве на Новодевичьем кладбище (участок № 8).

## Память

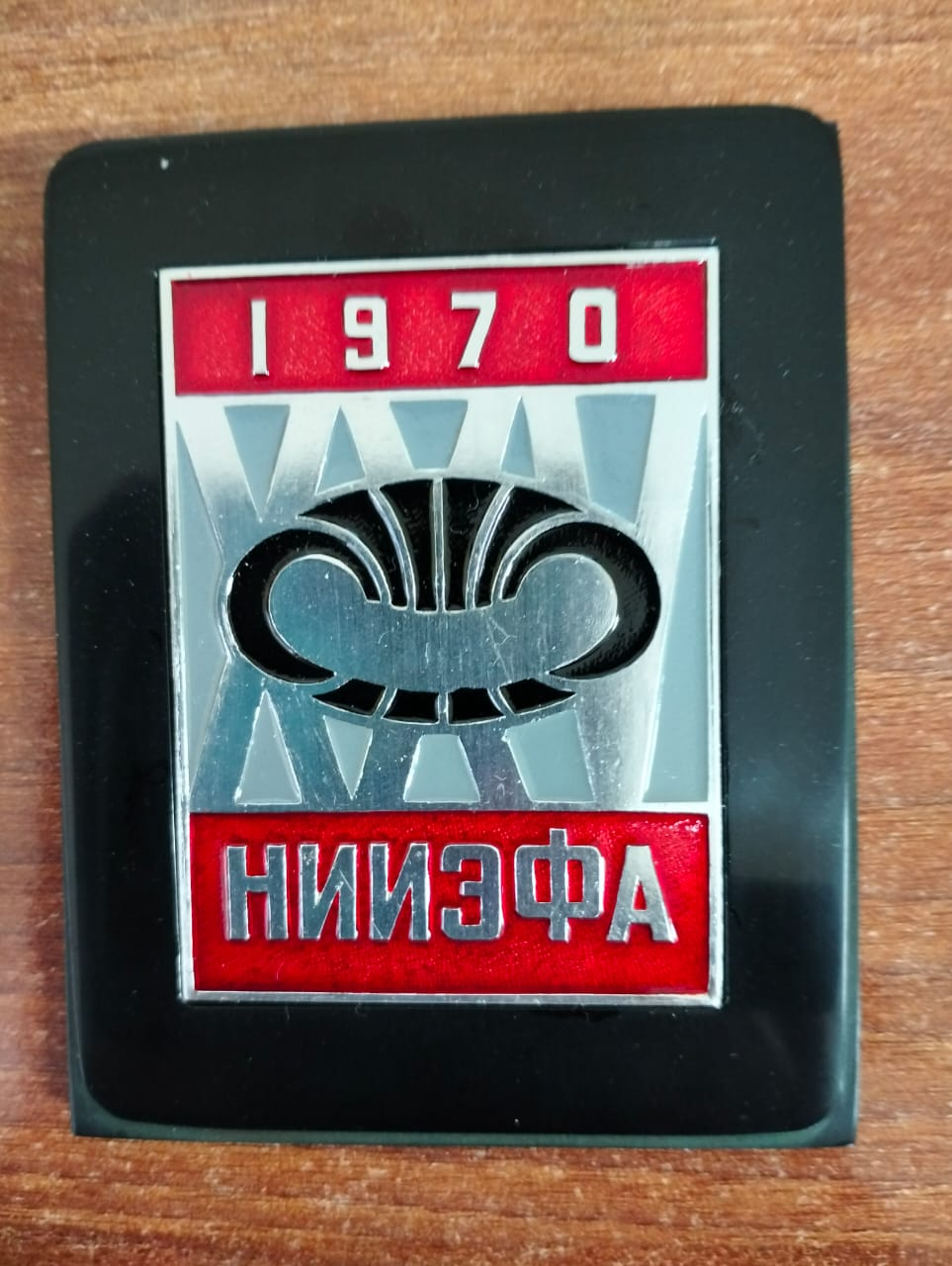
памятный знак, выпущенный к 25-летию института, названного именем Дмитрия Васильевича.

В 1961 году имя Дмитрия Васильевича было присвоено НИИ электрофизической аппаратуры (Научно-исследовательский институт им. Д. В. Ефремова, НИИЭФА), основанного в 1945 году.

## Награды и премии
- три ордена Ленина
- два ордена Трудового Красного Знамени
- орден «Знак Почёта»
- Сталинская премия первой степени (1946) — за создание паровой турбины генератора мощностью 100 тысяч л. с., частотой 10 000 об/мин, установленных на ТЭЦ[2]
- Сталинская премия третьей степени (1948) — за создание турбогенератора мощностью 100 тыс. кВт при 3000 об/мин с водородным охлаждением
- Сталинская премия (1952)
- Сталинская премия первой степени (1953) — за разработку и внедрение в промышленность электромагнитного метода разделения изотопов и получение этим методом лития-6[3][4].
- Ленинская премия (1959) — за создание синхрофазотронов на 10 000 000 000 эВ

## Публикации
- Динамомашина в её историческом развитии: Документы и материалы / Сост. Д. В. Ефремов, М. И. Радовский. — Л.: изд. и тип. Изд-ва Акад. наук СССР, 1934. — 560 c.
- Электродвигатель в его историческом развитии: Документы и материалы / Сост. Д. В. Ефремов, М. И. Радовский. — М.—Л.: Изд-во Акад. наук СССР, 1936.